# Matrona Makandina
Matrona Aleksiejewna Makandina (ur. 1889 w Konstantinowie, zm. 14 marca 1938 na poligonie Butowo) – posłusznica w monasterze św. Aleksego w Moskwie, rosyjska święta prawosławna.

## Życiorys
Pochodziła z rodziny chłopskiej z guberni włodzimierskiej. W 1910 wstąpiła jako posłusznica do monasteru św. Aleksego w Moskwie. Dwa lata wcześniej do wspólnoty dołączyła jej starsza siostra Anna.
Matrona Makandina nigdy nie złożyła ślubów mniszych, do zamknięcia monasteru pozostawała posłusznicą.
Po zamknięciu monasteru przez władze radzieckie w 1924 żyła razem z grupą innych mniszek w prywatnym mieszkaniu, zachowując w miarę możliwości regułę zakonną. 28 grudnia 1930 została aresztowana i uwięziona na Butyrkach. W czasie przesłuchań stwierdziła, że początkowo odnosiła się obojętnie do władz radzieckich, z czasem jednak jej stosunek do nich stał się wrogi z powodu zamykania przez władze klasztorów. Została skazana na trzyletnią zsyłkę do obwodu archangielskiego, karę odbywała w Piniedze. Po zwolnieniu zamieszkała w rodzinnej wsi Konstantinowo. Tam w końcu lutego 1938 została aresztowana po raz drugi i oskarżona o prowadzenie systematycznej agitacji kontrrewolucyjnej. Nie przyznała się do winy. Skazana na śmierć 8 marca 1938, sześć dni później została rozstrzelana w masowej egzekucji na poligonie Butowo. W tej samej egzekucji śmierć poniosła jej siostra Anna.
W 2007 została kanonizowana jako jedna z Soboru Świętych Nowomęczenników i Wyznawców Rosyjskich.